# Debye (unité)
Pour les articles homonymes, voir Debye.
Le debye (symbole D) est une unité de moment dipolaire.
Cette unité appartient au système d'unités CGS et ne fait pas partie du système d'unités SI. Dans les unités SI, 1 D = 3,335 64 × 10−30 C m. Son nom vient du physicien et chimiste Peter J. W. Debye qui effectua des recherches sur les molécules polaires.
Le debye est défini comme mesurant 10−18 statcoulomb-centimètre. Historiquement, le debye était défini comme le moment dipolaire d'un couple de charges de signes contraires mais d'une même valeur de 10−10 statcoulomb (ou "e.s.u." (pour "electrostatic unit") dans une littérature plus ancienne), séparées d'un ångström, ceci donnant une unité pratique pour les moments dipolaires moléculaires.
| 1 D | = 10−18 statC cm            |
|     | = 10−10 esu Å               |
|     | = 1/299 792 458 × 10−21 C m |
|     | ≈ 3,335 64 × 10−30 C m      |
|     | ≈ 1,100 484 98 × 1023 qP lP |
|     | ≈ 0,393 430 307 e a0        |
|     | ≈ 0,208 194 34 e Å          |
|     | ≈ 0,020 819 434 e nm        |

Le debye est encore utilisé en physique atomique et en chimie. En effet, les moments dipolaires des atomes et des molécules sont du même ordre de grandeur que l'unité atomique de moment dipolaire (produit du rayon de Bohr a0, c'est-à-dire la longueur de la liaison, et de la charge élémentaire e ) qui vaut environ 2,54 D. Les unités SI sont incommodément grandes à moins d'utiliser des préfixes (par exemple, 2,54 D = 8,47 × 10−30 C m car 1 C m = 2,997 924 58 × 1029 D par définition).
Les valeurs typiques de moments dipolaires pour des molécules simples diatomiques vont de 0 à 11 D. Les molécules symétriques constituées de deux atomes identiques comme le dichlore (Cl2), ont un moment dipolaire nul, tandis que des espèces moléculaires telles que le bromure de potassium (KBr) en phase gazeuse ont un moment dipolaire de 10,5 D.